# Laticauda saintgironsi

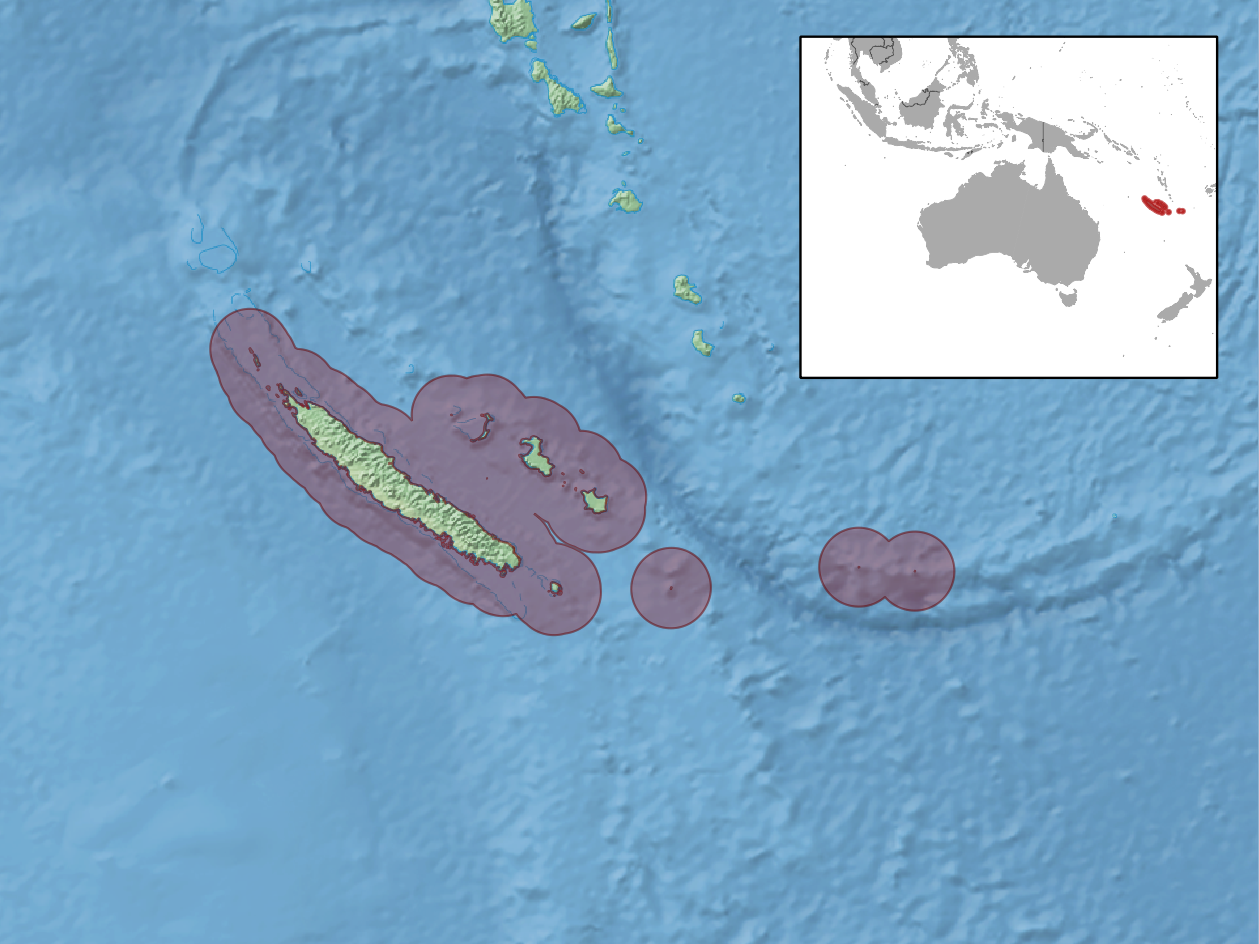
Verbreitung

Laticauda saintgironsi ist eine in den Gewässern um Neukaledonien vorkommende Giftnatternart (Elapidae) aus der Gattung der Plattschwänze (Laticauda). Der Artname ehrt den französischen Herpetologen Hubert Saint Girons.

## Merkmale
Zwischen den Geschlechtern bei Laticauda saintgironsi besteht ein leichter Sexualdimorphismus, der sich in der unterschiedlichen Größe ausdrückt. Weibchen werden bis zu 1,2 Meter lang, Männchen ca. 0,9 Meter. Beide Geschlechter haben einen schlanken Körperbau, der Kopf ist oval und setzt sich kaum vom Körper ab, die Oberlippe ist gelb. Die Schlangen sind auffällig gezeichnet. Der gesamte Körper ist mit sich abwechselnden gelben oder cremefarbenen sowie schwarzen Querbändern überzogen. Die Tiere besitzen normalerweise 21 mittlere dorsale Schuppenreihen. Der Schwanz ist vertikal flossenförmig abgeflacht und weist auf die teilweise aquatische Lebensweise hin.

## Ähnliche Arten
Der Nattern-Plattschwanz (Laticauda colubrina) unterscheidet sich in erster Linie durch die überwiegend bläuliche Querbestreifung sowie die bräunlich gelbe Oberlippe und die 23 mittleren dorsalen Schuppenreihen.

## Verbreitung und Lebensraum
Laticauda saintgironsi kommt endemisch in den Gewässern Neukaledoniens, einschließlich der Loyalitätsinseln vor. Die Art wurde auch an Neuseelands Küste gefunden, ist dort jedoch nicht heimisch.
Die Schlangen halten sich sowohl im Wasser, als auch an Land auf. Zur Nahrungssuche tauchen sie in Wassertiefen von bis zu 80 Metern. Bei ihren Landbesuchen wurden sie in Höhen von bis zu 100 Metern gefunden.

## Lebensweise

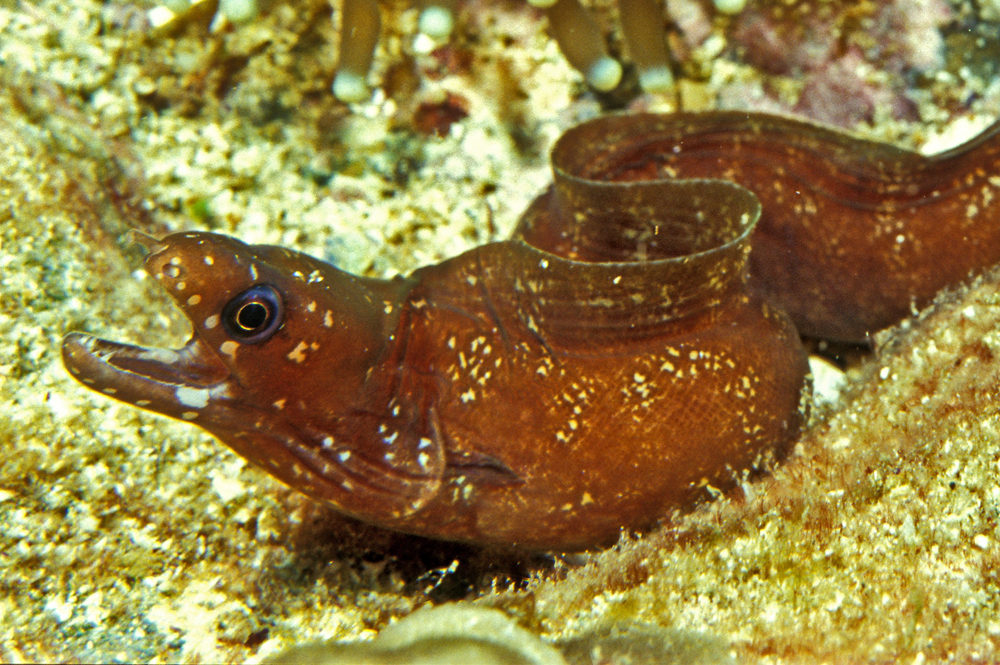
Gymnothorax chilospilus, die Hauptnahrung

Laticauda saintgironsi bewohnt bevorzugt Felsenriffe in Küstennähe. Sie zeigt eine tag  und nachtaktive Lebensweise und jagt typischerweise einzeln, es werden jedoch auch Verstecke mit einer großen Anzahl an Individuen gefunden. Ihre Hauptnahrung besteht aus Muränen (Muraenidae). Untersuchungen ergaben, dass nahezu 50 % ihrer Nahrung aus Gymnothorax chilospilus besteht. Die Beutetiere werden mit einem Biss, durch den ihnen Gift initiiert wird, betäubt oder getötet und an Land verschlungen und verdaut. Da Muränen jedoch sehr wehrhafte Tiere sind, besteht auch für die Schlange das Risiko einer Verletzung, das sich mit zunehmender Beutegröße erhöht. Um das Tauchverhalten der Art festzustellen, wurden einige Exemplare mit Sendern ausgestattet, die etwa 2 bis 5 % des Körpergewichts der Schlange betrugen. Dabei wurde gemessen, dass die Dauer eines Tauchgangs zwischen vier und 138 Minuten variierte. Laticauda saintgironsi pflanzt sich durch Oviparie (eierlegend) fort. Die Weibchen deponieren ihre Gelege, die aus vier bis 19 Eiern bestehen, in geschützten Spalten in der Küstenregion. Nach etwa 4 ½ Monaten schlüpfen die Jungtiere.

## Giftigkeit für den Menschen
Das Gift von Laticauda saintgironsi enthält in erster Linie Nervengifte. Detaillierte klinische Berichte liegen nicht vor, da keine Bissunfälle dokumentiert wurden. Jeder Biss durch die Schlange sollte potentiell als gefährlich eingestuft werden. Lähmungen, auch der Atemmuskulatur und eine Myolyse, die bei verwandten Arten auftraten, sind nicht auszuschließen. Ein nach Bissen von Seeschlangen (Hydrophiinae) verwendetes Antivenom (Code: MAuCSL03) kann bei Bedarf auch im vorliegenden Fall eingesetzt werden. Reiseberichte besagen hingegen, dass im Süden von Neukaledonien die Kinder mit der Schlange am Strand spielen. Wird man gebissen, sorgt das Gift lediglich für einen Hautausschlag, Jucken und Kribbeln, es ist für Menschen nicht tödlich.

## Gefährdung
Laticauda saintgironsi wird von der Weltnaturschutzorganisation IUCN als „Least Concern = nicht gefährdet“ klassifiziert. Da die Art trotz ihres relativ kleinen Verbreitungsgebiets nicht selten ist, sind keine besonderen Schutzmaßnahmen erforderlich.